# ستيف أودونيل
ستيف أودونيل (بالإنجليزية: Steve O'Donnell)‏ هو كاتب سيناريو أمريكي، ولد في 19 يوليو 1954 في كليفلاند في الولايات المتحدة.

## وصلات خارجية
- ستيف أودونيل على موقع IMDb (الإنجليزية)
- ستيف أودونيل على موقع ميوزك برينز (الإنجليزية)
- ستيف أودونيل على موقع قاعدة بيانات الفيلم (الإنجليزية)